# Ginetta-Juno P3-15
Chronologie des modèles
Ginetta G61-LT-P3
La Ginetta-Juno P3-15 est une voiture de course de type Sport-prototypes conçue par Ginetta, appartenant à la catégorie LMP3 des Le Mans Prototype de l'Automobile Club de l'Ouest.

## Équipes
Liste des écuries disposant d'au moins un châssis :
- Asian Le Mans Series :
  -  ARC Bratislava
  -  PRT Racing
  -  Aylezo Ecotint Racing

- European Le Mans Series :
  -  Team LNT
  -  Université de Bolton
  -  SVK par Speed Factory
  -  Lanan Racing
  -  Villorba Corse
  -  Murphy Prototypes

- Michelin Le Mans Cup :

- Championnat VdeV :

- IMSA Prototype Challenge :
  -  Performance Tech Motorsports

## Pilotes
- Tony Ave (en)
- Darren Burke
- Konstantīns Calko (en)
- Alex Craven
- Riki Christodoulou
- Michael Cullen
- Ate De Jong
- Morten Dons (pl)
- Joey Foster (en)
- Jésus Fuster
- Rob Garofall
- Charlie Hollings
- Chris Hoy
- Miroslav Konôpka
- Roberto Lacorte
- Zen Low
- Dainius Matijošaitis
- Neale Muston
- Mirco van Oostrum
- Gaëtan Paletou
- Doug Peterson
- Jens Petersen
- Charlie Robertson
- Martin Rump
- Giorgio Sernagiotto
- Michael Simpson
- Mark Shulzhitskiy (en)
- Weiron Tan